# La Petite Patrie (roman)
 (janvier 2024).
Si vous disposez d'ouvrages ou d'articles de référence ou si vous connaissez des sites web de qualité traitant du thème abordé ici, merci de compléter l'article en donnant les références utiles à sa vérifiabilité et en les liant à la section « Notes et références ».
Pour les articles homonymes, voir La Petite Patrie.
La Petite Patrie est un roman du Québécois Claude Jasmin publié en 1972. Le feuilleton télévisé La Petite Patrie basé sur le livre a été fort populaire au Québec et au Canada français.
Jasmin y décrit la vie du quartier montréalais qui l'a vu naître, tout près de la Petite Italie. Situé dans le secteur des rues Jean-Talon et Saint-Denis, ce quartier se nomme maintenant Rosemont–La Petite-Patrie ou Villeray, son ancien nom. La Petite Patrie est située au sud de la rue Bélanger.
Claude Jasmin affirme qu'il s'est inspiré d'un commentaire d'un critique pour un de ses précédents livres pour nommer La Petite Patrie : « J'avais lu une critique de Jean Éthier-Blais dans Le Devoir pour un de mes livres où il écrivait : « ... il [Jasmin] est un esprit libre et c'est rare dans notre petite patrie... » ».